# Alain Griotteray
Alain Griotteray, né le 15 octobre 1922 à Paris et mort le 30 août 2008 dans la même ville, est un résistant, journaliste et homme politique français.
Chef d'entreprise et journaliste, il participe à la fondation de l'UDF et détient notamment les mandats de député du Val-de-Marne et de maire de Charenton-le-Pont.

## Biographie

### Jeunesse et formation
Fils d'architecte, ancien étudiant de la faculté de droit et de lettres de Paris, sympathisant de l'Action française, il est engagé volontaire en 1940, à l'âge de 17 ans,. Le 11 novembre 1940, il est l'un des instigateurs de la manifestation par laquelle les étudiants défient l'occupant allemand en commémorant l'armistice de la Première Guerre mondiale. Repéré à cette occasion par Henri d'Astier de la Vigerie, il rejoint le réseau de ce dernier et en prend le commandement en 1943, devenant ainsi le plus jeune chef de réseau de la Résistance. Le réseau prend le nom de réseau Orion.
Capitaine parachutiste jusqu'à la fin de la Seconde Guerre mondiale, il est appelé par le ministre des Forces Armées, Pierre-Henri Teitgen, comme chargé de mission dans son cabinet, poste qu'il conserve auprès de son successeur, René Mayer. Il est ensuite, entre 1956 et 1957, attaché au cabinet du général commandant supérieur des troupes françaises au Maroc.

### Débuts en politique
En 1947, il adhère au RPF de Charles de Gaulle ; c'est un des cadets du gaullisme étudiés par François Audigier. Il milite activement pour le maintien de l'empire colonial, en particulier pour l'Algérie française. Alors au cabinet militaire du général Cogny, il est mis en cause par les auteurs de l'attentat dans l'affaire du bazooka. En mai 1958, il participe aux événements qui ramènent de Gaulle au pouvoir. Il rejoint l'UNR et est élu conseiller de Paris, mais il quitte ce parti en 1960 par fidélité à l'Algérie française.

### Militantisme dans les années 1960
Alain Griotteray entre alors au Centre national des indépendants et paysans puis en 1965 aux Républicains indépendants de Valéry Giscard d'Estaing et participe à la création de la Fédération nationale des clubs Perspectives et Réalités.
Il devient, en 1963, un des actionnaires fondateurs de l'hebdomadaire Minute. Il est élu député du Val-de-Marne en 1967 et réélu en 1968, avant d'être battu par le socialiste Joseph Franceschi (1973).

### Septennat de Valéry Giscard d'Estaing
Il devient maire de Charenton-le-Pont en 1973,.
Sous la présidence de Valéry Giscard d'Estaing, Alain Griotteray est chargé des investitures au Parti républicain. À ce titre, il participe à la fondation de l'UDF en 1978, et contribue à l'ascension d'une génération de nouveaux hommes politiques dont Alain Madelin, Charles Millon, Gérard Longuet et François Léotard.
En 1978, avec Louis Pauwels, il fonde le Figaro Magazine, dont il est directeur délégué et éditorialiste. Ses éditoriaux sont sans concessions envers la gauche, favorables au libéralisme économique, très conservateurs et très eurosceptiques. Il fut le premier journaliste étranger à s'entretenir avec Ronald Reagan. Il finit par entrer en conflit éditorial avec le nouveau directeur du journal, Patrick de Carolis. Il est licencié en 2001, en même temps que d'autres partisans du libéralisme à l'américaine comme Thierry Desjardins et Jean-Jacques Rosa.

### Député et maire de Charenton-le-Pont
Dans les années 1980, il écrit dans la revue du Club de l'horloge, Contrepoint.
En 1999, il signe pour s'opposer à la guerre en Serbie la pétition « Les Européens veulent la paix », initiée par le collectif Non à la guerre.
Réélu pendant ces années à la mairie de Charenton-le-Pont, il retrouve son siège de député entre 1986 et 1997, mais candidat malheureux aux élections législatives de 1997 face au maire de Maisons-Alfort (Démocratie Libérale) Michel Herbillon, il démissionne de l'UDF en 1998. La rivalité apparue entre Alain Griotteray, député-maire de Charenton, et Michel Herbillon, maire de Maisons-Alfort (qu'Alain Griotteray avait introduit en politique, puis suggéré comme successeur à l'ancien maire de Maisons-Alfort, René Nectoux), différend né d'ambitions personnelles, se transforma sur le terrain en choc frontal entre  les tendances Madelin et Léotard. Lors de la campagne 2001, il est candidat à sa réélection à la mairie de Charenton, mais son échec au premier tour des municipales face à son adjoint Jean-Marie Brétillon l'amène à se retirer.

### Retrait de la vie politique
De 2002 à sa mort, il est directeur d'un libre journal à Radio Courtoisie, fondée par son ami Jean Ferré, également cofondateur du Figaro Magazine. Il avait donné à Radio Courtoisie, lors de sa création en 1987, le matériel de la radio qu'il avait lui-même créée en 1981, Radio Alpha, première radio d'opposition à la victoire de l'union de la gauche. Éditorialiste au Figaro Magazine, il publie également de nombreux ouvrages. Son dernier livre, La Mosquée de Marseille, devait paraître, à titre posthume, en janvier 2009[réf. nécessaire]. Alain Griotteray est membre du comité d'honneur du Mouvement initiative et liberté.
Retiré de la vie politique, il poursuit néanmoins ses prises de positions politiques. Il soutient, au second tour des élections législatives de juin 2007, Marine Le Pen dans la quatorzième circonscription du Pas-de-Calais, au nom d'une conception commune de l’« Europe des patries ». Lors des élections municipales de 2008, il soutient Louis Aliot, tête de liste FN à Perpignan, contre le maire sortant Jean-Paul Alduy (UMP), ainsi que la candidature de Rachida Dati dans le 7e arrondissement de Paris qui illustre, selon lui, le « génie assimilationniste » de la France.
Atteint de la maladie de Charcot, il est hospitalisé en mai 2008, et meurt le 30 août 2008. La cérémonie funèbre se déroule en la cathédrale Saint-Louis des Invalides, à Paris, en présence, notamment, de la ministre de l'Intérieur Michèle Alliot-Marie, de la ministre de la Justice Rachida Dati, et de trois anciens candidats à l'élection présidentielle : Marie-France Garaud, Jean-Marie Le Pen et Philippe de Villiers.
Homme de droite radicale aux convictions tranchées, pourfendeur d'une gauche accusée de « donner une apparence savante à ses raisonnements absurdes », il est amateur engagé des débats d'idée, partisan déclaré d'ententes entre la droite et le Front national pour battre la gauche. En trente ans, il transforme profondément Charenton, rénovant les quartiers et attirant de grands groupes industriels ou financiers tels que Natixis.

### Autres activités
Fondateur des aspirateurs Tornado, il en est PDG de la société entre 1961 à 1976, et membre à partir de 1997 des conseils d'administration de Tornado et Electrolux.
Il commandera au sculpteur Cyril de La Patellière, pour l'école Pasteur de Charenton, un monument à Louis Pasteur, inauguré le 10 octobre 2000 en présence de François Jacob, prix Nobel de médecine.

## Détail des mandats et fonctions
- Conseiller de Paris (1959-1965)
- Député du Val-de-Marne (1967-1973 ; 1986-1997)
- Maire de Charenton-le-Pont (1973-2001)
- Membre du Conseil économique et social (1979-1985)
- Conseiller régional, vice-président du conseil régional d'Île-de-France, chargé des finances (1982-1986)
- Vice-président de la Fédération nationale des républicains indépendants (1966-1967)
- Président de la fédération Union pour la démocratie française du Val-de-Marne (1978-1997)

## Distinctions
- Grand officier de la Légion d'honneur
- Croix de guerre 1939-1945
- Médaille de la Résistance

## Ouvrages
- Anatomie du Parti communiste, Denoël, 1952
- L'État contre Paris, Hachette, 1962
- Des Barricades ou des Réformes, Fayard, 1968
- Si la France parlait, Fayard, 1973
- Lettre aux giscardo-gaullistes, Mengès, 1980
- Le Théâtre des opérations, La Table Ronde, 1982
- La Fraude électorale de la gauche, Albatros, 1983
- Nous ne serons plus jamais socialistes, Albatros, 1985
- Alain Griotteray, Les Immigrés : le choc !, Paris, Plon, 1984 (ISBN 978-2259012171).
- Alain Griotteray, 1940 : la droite était au rendez-vous : qui furent les premiers résistants, Paris, R. Laffont, 1985, 258 p. (ISBN 978-2221049426).
- Alain Griotteray et Jacques Soustelle, Qui furent les premiers résistants, Monaco, Alphée - Jean-Paul Bertrand, 2008 (ISBN 978-2753803480).
- Réformer l'administration, Albatros, 1987
- Les Privatisations, oui mais…, Éditions républicaines, 1987
- Alain Griotteray, Trois Portraits cavaliers, Paris, Editions de Fallois, 1990 (ISBN 9782877060950)
- Politique d'abord, Albatros, 1991
- Alain Griotteray, Retour d'Israël, Monaco, Editions du Rocher, 1992 (ISBN 9782268013565)
- Alain Griotteray, La Droite peut-elle détruire la France ?, Monaco, Editions du Rocher, 1993 (ISBN 978-2268015620).
- Alain Griotteray, Mieux privatiser, Paris, la Documentation française, 1994 (ISBN 9782110032669)
- Alain Griotteray, L'Argent de la télévision, Monaco Paris, Éd. du Rocher, 1996 (ISBN 978-2268022932).
- Alain Griotteray, La Droite molle : chronique d'une déroute méritée, Paris, Plon, 1997 (ISBN 9782259026383)
- Alain Griotteray, Une idée certaine de la France, Paris, Editions France-Empire, 1998 (ISBN 978-2704808724) ouvr. collectif, avec Gilles William Goldnadel, Alexandre del Valle, Eric Zemmour, Chantal Delsol, Christian Jellen
- La Pensée unique : le vrai procès, ouvrage collectif (avec Jean Foyer, Michel Godet, Philippe Tesson, Jean-Pierre Thiollet, Françoise Thom…) ; Économica, 1998
- Alain Griotteray, Voyage au bout de l'Allemagne : l'Allemagne est inquiétante, Monaco, Éd. du Rocher, 1999 (ISBN 978-2268030135).
- Alain Griotteray, Les Années Jospin : chroniques du temps perdu, Paris, Syrtes, 2000 (ISBN 978-2845450257).
- Alain Griotteray, LʹÂme dʹun peuple : essais, Lausanne, LʹAge dʹhomme, 2001 (ISBN 978-2825116203).
- Alain Griotteray, Les Raisons de ma colère, Monaco, Rocher, 2002 (ISBN 978-2268042268).
- Alain Griotteray, Je ne demande pas pardon, Monaco, Editions du Rocher, 2001 (ISBN 978-2268038476).
- Alain Griotteray, Mémoires : aimer et servir la France, Monaco Paris, Rocher Fallois, 2004 (ISBN 978-2268049663).
- Alain Griotteray, Diên Biên Phu : pourquoi en est-on arrivé la, Monaco, Rocher, 2004 (ISBN 978-2268051109).
- Alain Griotteray et Étienne Tarride, Non à la constitution : pour une certaine idée de l'Europe, Monaco, Éditions du Rocher, 2005 (ISBN 978-2268054667).
- Alain Griotteray, De Gaulle : encore et toujours, Lausanne, L'Age d'Homme, 2006 (ISBN 978-2825136690).
- Alain Griotteray, Ne l'appelez plus jamais France, Versailles, Editions de Paris, 15 février 2007, 196 p. (ISBN 978-2851622037).
- Alain Griotteray (préf. Valéry Giscard d'Estaing), Mai 68 : des barricades ou des réformes, Monaco, Alphée, 2008 (ISBN 978-2753802919).